# Tetranychus sinhai
Tetranychus sinhai är en spindeldjursart som beskrevs av Baker 1962. Tetranychus sinhai ingår i släktet Tetranychus och familjen Tetranychidae. Inga underarter finns listade i Catalogue of Life.